# Petit-Ebersviller
Pour l’article homonyme, voir Ébersviller.
Petit-Ebersviller (ou plus rarement Petit-Ébersviller) est une ancienne commune française du département de la Moselle, rattachée à Macheren depuis 1811.

## Toponymie
- Anciennes mentions[2],[1],[3] : Ebersswilre (1220) ; Ebrechweiler (1356) ; Ebersweiler (1365) ; Eberswille (1395) ; Ebersvilr (1407) ; Ernestwilre (1428) ; Eberschweiler (1453) ; Ebeszwiller (1460) ; Eberzviler (1471) ; Eberschewiller (1485) ; Ermereswiller-hoff (1485) ; Eberswiller (1488) ; Eberstweiler (1534) ; Eibreschwiller (1575) ; Eberssweiller (1594) ; Ebrchvillers (1684) ; Ebersveiler (1751) ; Klein Eberswiller, Ebersviller, Petite Ebersviller (1765) ; Ebersviller-la-Petite (1779) ; Petit-Eberschwiller (carte Cassini) ; Petite Ebersviller (1793) ; Ebersviller-la-Petite (1801) ; Petit-Eberswiller (XIXe siècle).
- En francique lorrain : Kleen Ewerschwiller.

## Histoire
Elle était anciennement le chef-lieu d'une paroisse de l'archiprêtré de Saint-Avold, dépendante de l'abbaye de Wadgassen (Prémontrés).  
Après 1750, Petit-Ebersviller et Macheren formaient déjà ensemble une seule et même communauté au sein du bailliage de Boulay.
Chef-lieu communal en 1790, Petit-Ebersviller fut rattaché à Macheren par décret du 9 décembre 1811.

## Démographie
| 1800 | 1806 |
| ---- | ---- |
| 166  | 523  |

## Lieux et monuments

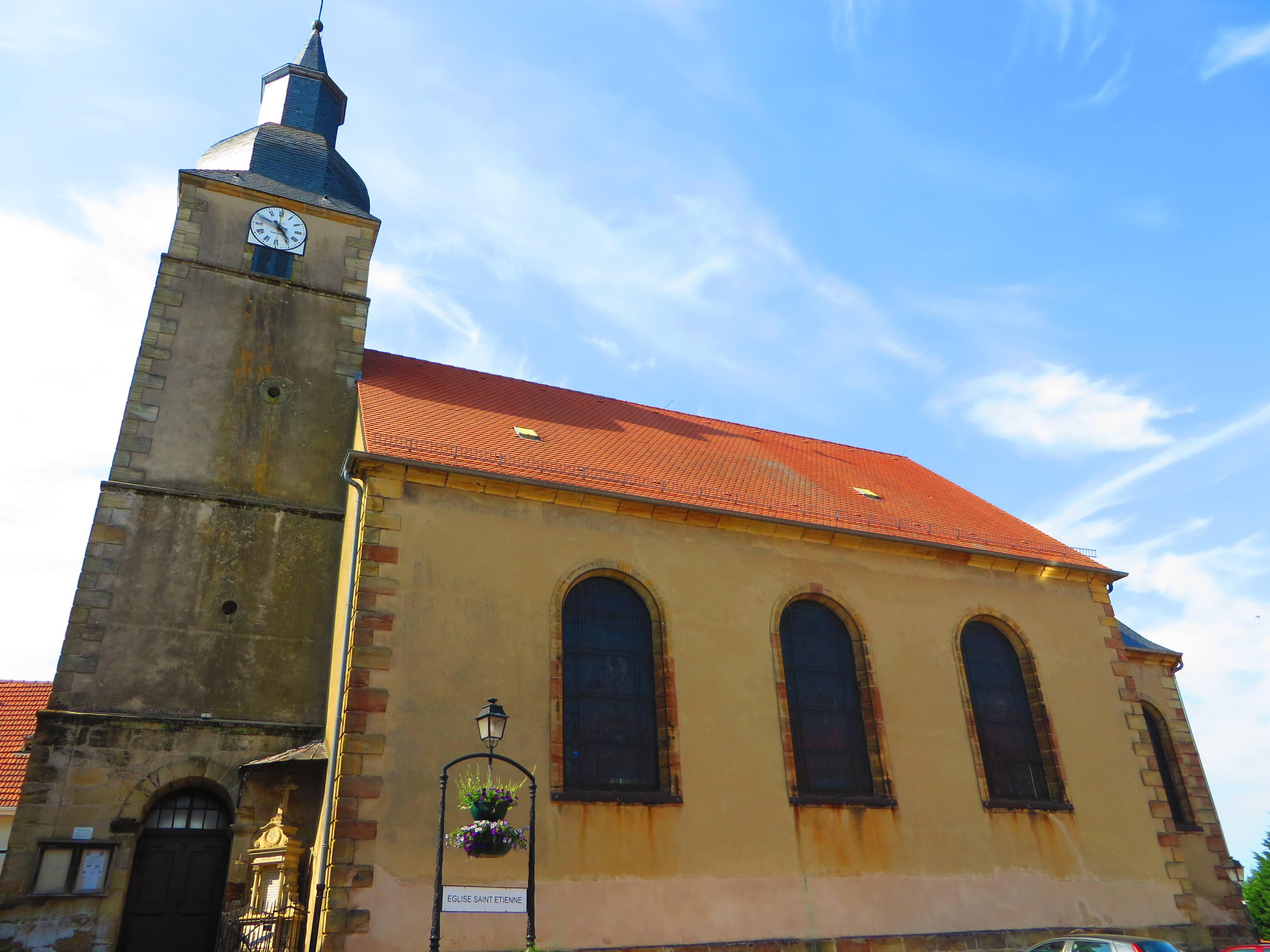
Église Saint-Étienne.

- Église Saint-Étienne.